# Echt Jasper
Echt Jasper was een radioprogramma op de Nederlandse radiozender NPO Radio 2. Het programma werd zaterdag en zondag tussen 06:00 en 09:00 uur uitgezonden door de publieke omroep KRO-NCRV. Echt Jasper! werd gepresenteerd door Jasper de Vries. Vaste invaller was Rudy Mackay.
Het programma was sinds januari 2015 tot december 2016 op NPO Radio 2 te horen als opvolger van het programma Music Matters, dat eveneens door Jasper de Vries werd gepresenteerd.
Aan De Slag! · Afslag Thunder Road · Aje Tho! · Annemiekes A-lunch · Blokhuis · Bureau De Wilt · Bureau Kijk in de Vegte · Corné Klijns Soul Sensations · De Staat van Stasse · De Wild in de Middag · Echt Jasper · Funky Frank's · Giel ·Gijs 2.4 · Grand Café Kranenbarg · Helemaal Haandrikman · Het Platenpaleis · Hey JP! · Holy Hits · Jan-Willem Start Op! · Licence 2 Chill · Mega Album Top 50 · Motel De Wilt · Musical Moods · Muziekcafé · On the Beat · One Night Stenders · Het oor wil ook wat · Paul! · Rabbering Laat · Rarmarmar · RickvanV doet 2 · Rinkeldekinkel · Schiffers.fm · SHAY! · Simone's Songlines · Soul Night met One'sy · Spijkers met koppen · Thank God It's Sunday · The Best of 2night · The Big Frank Show · Thijs · Tijd voor Twee · Van Inkels Choice · Verrukkelijke 15 ·  VrijZaZo Show · Vroeg op Frank · 't Wordt Nu Laat · WILDGROEI · Wout2Day · Yora en Sander, Sander en Yora